# 山东大学齐鲁医学院

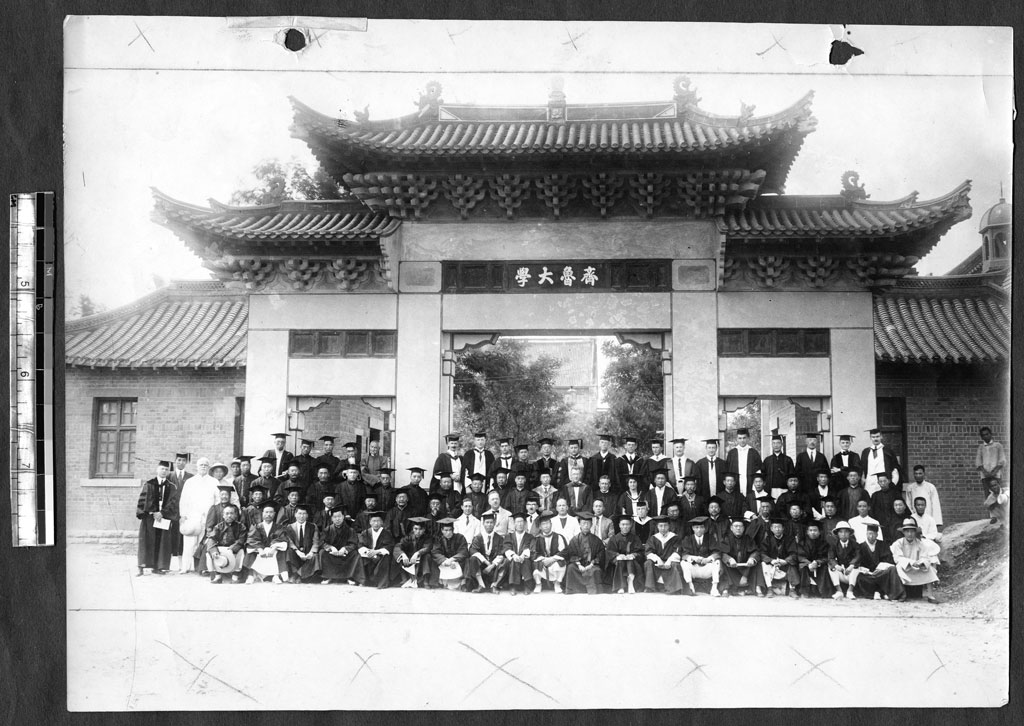
1924年齐鲁大学

山东大学齐鲁医学院前身山东医科大学是中国最早的医学院校之一，1952年由创办于1911年的齐鲁大学所属的医学院、山东省立医学院、华东白求恩医学院合并成立。1985年山东医学院更名为山东医科大学。2000年，山东大学、山东医科大学、山东工业大学合并组建为新的山东大学后，山东医科大学校被分拆为5个独立的医学专业学院：医学院、公共卫生学院、口腔医学院、药学院和护理学院。原山东医科大学校址所在地（济南市文化西路44号）更名为山东大学西校区，2009年4月29日再次更名为山东大学趵突泉校区。
2012年5月，山东大学整合医学院、公共卫生学院、口腔医学院、药学院、护理学院等5个学院以及山东大学齐鲁医院、山东大学第二医院、山东大学口腔医院、山东大学附属生殖医院等4所附属医院，成立齐鲁医学部，首任部长为中国工程院院士、时任山东大学医学院院长、山东大学齐鲁医院心内科主任张运教授。
2015年9月，山东大学为落实教育部等六部门《关于医教协同深化临床医学人才培养改革的意见》，依据《山东大学章程》及《山东大学综合改革方案》，颁布了《医学教育管理体制改革实施方案》，重构齐鲁医学部管理架构，成立齐鲁医学部党工委。齐鲁医学部下设办公室（与党工委办公室合署办公）、政工处、人事处、教务处、科研与国际交流处、研究生处、财务与资产管理处、继续（网络）教育中心和医院管理处等党政管理机构。同时撤销医学院建制，组建基础医学院和临床医学院。2017年9月18日，正式更名为山东大学齐鲁医学院。

## 历史
齐鲁大学医学院创建于1903年，是中国最早创办的西医院校之一；华东白求恩医学院是1944年由新四军创办的一所军事院校；山东省立医学院创建于1932年，1948年并入华东白求恩医学院，1950年改名为山东医学院。1952年齐鲁大学医学院并入山东医学院，仍称山东医学院，校址迁至原齐鲁大学校园。1985年更名为山东医科大学。1997年为卫生部和山东省政府共建。

## 所属医学学院
- 山东大学基础医学院
- 山东大学公共卫生学院
- 山东大学口腔医学院
- 山东大学护理与康复学院
- 山东大学药学院
- 山东大学第一临床学院
- 山东大学第二临床学院
- 山东大学医学融合与实践中心[5]

## 直属附属医院
- 山东大学齐鲁医院
- 山东大学第二医院
- 山东大学口腔医院
- 山东大学附属生殖医院[5]